# Ekstraliga czeska w rugby
Ekstraliga czeska w rugby – najwyższa w hierarchii liga męskich rozgrywek ligowych rugby w Czechach organizowana przez Česká rugbyová unie. Zmagania toczą się cyklicznie (co sezon) systemem kołowym, jako mistrzostwa kraju i przeznaczone są dla ośmiu najlepszych czeskich klubów rugby. Triumfator Ekstraligi zostaje jednocześnie mistrzem Czech, zaś najsłabsze drużyny relegowane są do I ligi czeskiej.
Od 2003 roku sponsorem tytularnym ligi był Komerční banka, przedłużona w roku 2007 umowa wygasła w trzy lata później. Do współpracy powrócono w styczniu 2012 roku.

## Trofeum
Kluby walczą o trofeum w kształcie drewnianej tarczy ozdobionej mosiężnymi płytkami oraz wyrzeźbionymi w lipowym drewnie postaciami walczących rugbystów. Jego autorem jest legendarny gracz i trener, Jan Kudrna (1923-2003).
Zwycięzca fazy zasadniczej otrzymuje natomiast Puchar Antonína Frydrycha.

## Format
Od sezonu 1995/1996 po fazie zasadniczej odbywa się faza play-off, w której dopiero w 2006 roku przestała obowiązywać zasada do dwóch wygranych zastąpiona dwumeczem. Od 2008 roku natomiast o tytule decyduje jeden finałowy mecz – finały w takim systemie dwukrotnie zostały rozegrane na piłkarskim stadionie Synot Tip Aréna, natomiast od 2011 r. odbywają się na boisku drużyny sklasyfikowanej wyżej po fazie grupowej.
Do sezonu 2003/2004 włącznie rozgrywki ligowe prowadzone były w pierwszej fazie systemem kołowym według modelu dwurundowego w okresie jesień-wiosna. Druga faza rozgrywek dla czołowych czterech drużyn obejmowała mecze systemem pucharowym o mistrzostwo kraju (play-off do dwóch zwycięstw). Zespoły z dolnej połowy tabeli natomiast rozgrywały spotkania o utrzymanie w najwyższej klasie rozgrywkowej ponownie systemem kołowym, otrzymując w zależności od zajętego w fazie zasadniczej miejsca od zera do trzech punktów. Zwycięzcy półfinałów play-off zmierzyli się w meczach o mistrzostwo kraju, przegrani zaś w meczu o brązowy medal. Najsłabsza drużyna grupy spadkowej rozgrywała zaś dwumeczowy baraż ze zwycięzcą I ligi.
W kolejnych dwóch sezonach odstąpiono od zasady do dwóch wygranych w przypadku play-off oraz od gry systemem kołowym w grupie walczącej o utrzymanie. Druga faza rozgrywek w obu połowach tabeli była zatem rozgrywana systemem pucharowym w formie dwumeczu. Czołowe cztery drużyny rozgrywały spotkania o mistrzostwo kraju (play-off), natomiast zespoły z dolnej połowy tabeli o utrzymanie w najwyższej klasie rozgrywkowej (play-out). Zwycięzcy półfinałów play-off zmierzyli się w meczach o mistrzostwo kraju, przegrani zaś o brązowy medal. Zwycięzcy półfinałów play-out zagrali ze sobą o piąte miejsce w rozgrywkach, natomiast przegrani z tych pojedynków w barażach o utrzymanie w Ekstralidze z dwoma najlepszymi zespołami I ligi. Drugie spotkanie w ramach tych dwumeczów odbywało się na stadionie drużyny sklasyfikowanej wyżej po fazie grupowej.
Sezon 2008 został rozegrany od sierpnia do listopada tego roku. Dziesięć drużyn rozegrało każda z każdą po jednym meczu, po czym nastąpiła faza pucharowa.
W 2009 roku nie przyznano tytułu mistrza Czech, powrócono natomiast do systemu jesień-wiosna w sezonie 2009/2010.
W sezonie 2010/2011 w lidze występowało dziesięć zespołów podzielonych na dwie grupy. W rundzie jesiennej każdy zespół rozegrał osiem spotkań w swojej grupie (u siebie i na wyjeździe). Trzy najlepsze drużyny z każdej grupy utworzyły w rundzie wiosennej Top 6, gdzie każdy zespół rozegrał łącznie dziesięć spotkań (u siebie i na wyjeździe), a pozostałe walczyły o utrzymanie w lidze. Cztery najlepsze zespoły Top 6 awansowały do fazy play-off.
W lipcu 2011 roku Česká rugbyová unie ogłosił system rozgrywek na dwa kolejne sezony. Jego wprowadzenie argumentowane było chęcią podniesienia jakości czeskiego rugby. Rozgrywki ligowe były zatem prowadzone dla ośmiu uczestniczących drużyn w pierwszej fazie systemem kołowym według modelu dwurundowego w okresie jesień-wiosna. Druga faza rozgrywek obejmowała mecze systemem pucharowym: czołowe cztery drużyny rozegrały spotkania o mistrzostwo kraju (play-off). Zarówno półfinały, jak i finał, były rozgrywane w formie jednego meczu na boisku drużyny, która po rundzie zasadniczej była wyżej sklasyfikowana. Dwa najsłabsze po rundzie zasadniczej zespoły spadły do I ligi. Nowa formuła nie przewidywała awansów z drugiej klasy rozgrywkowej ani baraży, bowiem w sezonie 2012/2013 Extraliga miała liczyć sześć zespołów.
Walne zgromadzenie związku w maju 2012 roku wycofało się jednak z tej decyzji, po debacie pozostawiając wszystkie osiem zespołów w Extralidze i modyfikując powyższy system rozgrywek – ostatnie miejsce w tabeli oznaczało automatyczny spadek do I ligi, natomiast drużyna z przedostatniego miejsca rozgrywała baraż z finalistą rozgrywek drugiej klasy rozgrywkowej.

## Finały czeskiej Ekstraligi
| Rok       | Mistrz                                                    | Wynik                                                     | Wicemistrz                                                | Stadion                                                                                    |
| --------- | --------------------------------------------------------- | --------------------------------------------------------- | --------------------------------------------------------- | ------------------------------------------------------------------------------------------ |
| 1992/1993 | RC Vyškov                                                 | rozgrywki ligowe                                          | RC Říčany                                                 |                                                                                            |
| 1993/1994 | RC Vyškov                                                 | rozgrywki ligowe                                          | TJ Praga                                                  |                                                                                            |
| 1994/1995 | RC Tatra Smíchov                                          | rozgrywki ligowe                                          | RC Sparta Praga                                           |                                                                                            |
| 1995/1996 | RC Říčany                                                 | 6:9 23:6                                                  | RC Dragon Brno                                            | do uzupełnienia                                                                            |
| 1996/1997 | RC Tatra Smíchov                                          | 13:13 21:10                                               | RC Říčany                                                 | do uzupełnienia                                                                            |
| 1997/1998 | RC Sparta Praga                                           | 24:23 18:15                                               | TJ Praga                                                  | do uzupełnienia                                                                            |
| 1998/1999 | RC Sparta Praga                                           | 18:5 24:37 13:6                                           | RC Říčany                                                 | do uzupełnienia                                                                            |
| 1999/2000 | RC RealSpektrum Brno                                      | 29:24 3:44 28:22                                          | JIMI RC Vyškov                                            | do uzupełnienia                                                                            |
| 2000/2001 | RC Říčany                                                 | 22:13 11:16 15:11                                         | TJ Praga                                                  | Stadion Josefa Kohouta, Říčany Stadion RC Praga, Praga Stadion Josefa Kohouta, Říčany      |
| 2001/2002 | TJ Praga                                                  | 20:8 53:30                                                | RC Tatra Smíchov                                          | Stadion RC Praga, Praga Stadion ragby Císařka, Praga                                       |
| 2002/2003 | RC Tatra Smíchov                                          | 18:3 20:15                                                | RC Říčany                                                 | Stadion ragby Císařka, Praga Stadion Josefa Kohouta, Říčany                                |
| 2003/2004 | RC Říčany                                                 | 19:3 36:12                                                | JIMI RC Vyškov                                            | Stadion Josefa Kohouta, Říčany Areál Jana Navrátila, Vyškov                                |
| 2004/2005 | RC Říčany                                                 | 7:36 23:20 38:5                                           | RC Tatra Smíchov                                          | Stadion Josefa Kohouta, Říčany Stadion ragby Císařka, Praga Stadion Josefa Kohouta, Říčany |
| 2005/2006 | RC Říčany                                                 | 7:10 12:6                                                 | RC Tatra Smíchov                                          | Stadion ragby Císařka, Praga Stadion Josefa Kohouta, Říčany                                |
| 2006/2007 | RC Tatra Smíchov                                          | 19:3 13:12                                                | RC Říčany                                                 | Stadion Josefa Kohouta, Říčany Stadion ragby Císařka, Praga                                |
| 2008      | RC Tatra Smíchov                                          | 17:9                                                      | RC Říčany                                                 | Stadion Eden, Praga                                                                        |
| 2009/2010 | RC Slavia Praga                                           | 11:10                                                     | RC Tatra Smíchov                                          | Synot Tip Aréna, Praga                                                                     |
| 2010/2011 | RC Mountfield Říčany                                      | 21:10 po dogrywce                                         | RC Slavia Praga                                           | Stadion Josefa Kohouta, Říčany                                                             |
| 2011/2012 | RC Mountfield Říčany                                      | 25:11                                                     | RC Havířov                                                | Stadion Josefa Kohouta, Říčany                                                             |
| 2012/2013 | RC Tatra Smíchov                                          | 39:20                                                     | RC Praga                                                  | Pod Strahovem, Praga                                                                       |
| 2013/2014 | RC Praga                                                  | 23:10                                                     | RC Sparta Praga                                           | U Rokytky, Praga                                                                           |
| 2014/2015 | RC Praga                                                  | 41:7                                                      | JIMI RC Vyškov                                            | U Rokytky, Praga                                                                           |
| 2015/2016 | JIMI RC Vyškov                                            | 29:20                                                     | RC Tatra Smíchov                                          | Areál Jana Navrátila, Vyškov                                                               |
| 2016/2017 | RC Sparta Praga                                           | 20:6                                                      | RC Tatra Smíchov                                          | Stadion Markéta, Praga                                                                     |
| 2018      | RC Tatra Smíchov                                          | 30:19                                                     | RC JIMI Vyškov                                            | [ 41 ]                                                                                     |
| 2019      | RC Sparta Praga                                           | 40:3                                                      | RC Tatra Smíchov                                          | [ 42 ]                                                                                     |
| 2020      | sezon przerwany i nieukończony z powodu pandemii COVID-19 | sezon przerwany i nieukończony z powodu pandemii COVID-19 | sezon przerwany i nieukończony z powodu pandemii COVID-19 | sezon przerwany i nieukończony z powodu pandemii COVID-19                                  |
| 2021      | RC Mountfield Říčany                                      | rozgrywki ligowe                                          | RC JIMI Vyškov                                            | [ 43 ]                                                                                     |
| 2022      | RC Mountfield Říčany                                      | 45:8                                                      | RC Tatra Smíchov                                          | [ 44 ]                                                                                     |
| 2023      | RC Mountfield Říčany                                      | 16:9                                                      | RC Sparta Praga                                           | [ 45 ]                                                                                     |
| 2024      | RC Mountfield Říčany                                      | 28:14                                                     | RC Praga                                                  | [ 46 ]                                                                                     |